# Coming Home (Sigma & Rita Ora)
Coming Home is een nummer van het Britse drum-'n-bassduo Sigma uit 2016, ingezongen door de Britse zangeres Rita Ora. Het is de zevende single van Life, het debuutalbum van Sigma.
Het nummer werd enkel in het Verenigd Koninkrijk en Vlaanderen een hit. In het Verenigd Koninkrijk haalde het de 15e positie, en in de Vlaamse Ultratop 50 de 13e. In Nederland moest het nummer het doen met een 2e plek in de Tipparade.